# Habrobracon rotundiventris
Habrobracon rotundiventris är en stekelart som beskrevs av Hedwig 1961. Habrobracon rotundiventris ingår i släktet Habrobracon och familjen bracksteklar. Inga underarter finns listade i Catalogue of Life.